# Helicopsyche hageni
Helicopsyche hageni är en nattsländeart som beskrevs av Banks 1938. Helicopsyche hageni ingår i släktet Helicopsyche och familjen Helicopsychidae. Inga underarter finns listade i Catalogue of Life.